# Зекинья
Жозе Феррейра Франко (порт.-браз. José Ferreira Franco; 18 ноября 1934, Ресифи — 25 июля 2009, Олинда), более известный под именем Зекинья (порт.-браз. Zequinha) — бразильский футболист, опорный полузащитник, чемпион мира 1962 года. Выступал за клубы Бразилии, провёл 17 матчей за сборную Бразилии, забил два гола.

## Карьера
Зекинья начал играть в футбол на улицах в районе Санту-Амару в Ресифи во время периода учёбы в школе Фрей Кассимиру. Там его заметили скауты клуба «Ауто», куда он перешёл в 1954 году. Годом позже он попытался перейти в клуб «Наутико Ресифи», за который болел с детства, но его не приняли из-за тёмного цвета кожи. Во время одного из товарищеских матчей «Ауто» играл против команды, составленной из ветеранов. Среди них был Валдомир Силва, тренер молодёжного состава клуба «Санта-Круз», куда в середине 1954 года он перешёл, выступая первоначально за молодёжный состав. Годом позже главный тренер команды Отто Виэйра попросил Валдомира направить кого-то из молодёжки в основной состав, которому не доставало игроков для матча между двумя составами команды. Зекинья вышел на замену во втором тайме и забил гол. Несмотря на то, что второй состав проиграл 1:2, Виэйра сразу же забрал игрока в состав, благодаря чему полузащитник подписал свой первый профессиональный контракт. 15 июля он дебютировал в основном составе в товарищеском матче с клубом «Ботафого» с Жуан-Песоа (1:2). С 1955 года Зекинья стал играть за основной состав клуба. В 1957 году он помог команде выиграть чемпионат штата Пернамбуку. При этом во время первенства команда, включая Зекинью, переболела азиатским гриппом, во время которого результаты ухудшились. Этот титул стал первым для «Санта-Круза» за 10 лет. За года в клубе он забил 16 голов.
В 1957 году контракт Зекинье предлагал «Флуминенсе», но стороны не пришли к соглашению по заработной плате футболиста. Годом позже главный тренер «Палмейраса» Освалдо Брандао лично предложил полузащитнику перейти в стан «Алвиверде». Сумма трансфера составила 1 млн крузейро. Он дебютировал в команде 12 июля в матче с клубом «Португеза Сантиста» (4:2), а 8 октября того же года забил первый мяч за клуб, поразив ворота «XV ноября». В 1959 году «Палмейрас» и «Сантос» набрали равное количество очков, и клубам пришлось сыграть три дополнительные игры. Первые две окончились вничью, а в третьей игре «Палмейрас» победил 2:1. При этом победный гол забил со штрафного Ромейро, а сам фол «заработал» Зекинья, на котором нарушил правила Зито. В клубе футболист был твёрдым игроков основного состава вплоть до 1964 года, когда его вытеснил из старта Дуду. В «Палмейрасе» Зекиньо провёл 417 матчей (247 побед, 83 ничьих и 87 поражений) и забил 40 голов, по другим данным — 421 (251 победа, 85 ничьих и 85 поражений). Последний матч за клуб полузащитник провёл 14 июля против аргентинского «Индепендьенте» (4:0). В 1969 году Зекинья попробовал перейти во «Флуминенсе», но пробыв там два месяца и не сыграв ни одного матча, ушел из команды. В результате он перешёл в «Атлетико Паранаэнсе», а завершил карьеру в 1970 году в «Наутико Ресифи», за который провёл только две игры.
Я играл за «Санта-Крус», но предложение «Палмейраса» было очень хорошим. Мне было всего 23 года, и я знал, какой проблемой является жизнь в Сан-Паулу. Но в то время клуб уже был одной из самых сильных команд бразильского и даже мирового футбола. Он был из тех немногих, кто сражался лицом к лицу с «Сантосом» Пеле. Для меня было большой честью играть в течение 10 лет в «Палмейрасе»
29 июня 1960 года Зекинья дебютировал в составе сборной Бразилии в товарищеском матче с Чили (4:0). В том же году он выиграл Кубок Атлантики. 6 мая 1962 года он забил первый мяч за сборную, поразив ворота Португалии (2:1). В том же году Зекинья поехал на чемпионат мира в качестве дублёра Зито. На турнире он на поле не выходил. 26 апреля 1963 года Зекинья сыграл против сборной Бразилии: национальная команда играла товарищеский матч против французского клуба «Расинг», в состав которого, по просьбе главного тренера сборной Айморе Морейры, были отправлены три бразильца, включая Зекинью. 7 сентября 1965 года он провёл последнюю встречу за Бразилию, в которой его команда обыграла Уругвай со счётом 3:0 на втором в истории матче, сыгранном на стадионе Минейран.
Зекинья умер в 2009 году из-за полиорганной недостаточности в больнице Унимед II. Он был похоронен на кладбище Санту-Амару.

## Международная статистика
| Матчи Зекиньи за сборную Бразилии | Матчи Зекиньи за сборную Бразилии | Матчи Зекиньи за сборную Бразилии | Матчи Зекиньи за сборную Бразилии | Матчи Зекиньи за сборную Бразилии | Матчи Зекиньи за сборную Бразилии | Матчи Зекиньи за сборную Бразилии |
| --------------------------------- | --------------------------------- | --------------------------------- | --------------------------------- | --------------------------------- | --------------------------------- | --------------------------------- |
| №                                 | Дата                              | Место проведения                  | Оппонент                          | Счёт                              | Голы                              | Турнир                            |
| 1                                 | 29 июня 1960                      | Рио-де-Жанейро                    | Чили                              | 4:0                               | —                                 | Товарищеский матч                 |
| 2                                 | 3 июля 1960                       | Асунсьон                          | Парагвай                          | 2:1                               | —                                 | Кубок Атлантики                   |
| 3                                 | 9 июля 1960                       | Монтевидео                        | Уругвай                           | 0:1                               | —                                 | Кубок Атлантики                   |
| 4                                 | 12 июля 1960                      | Рио-де-Жанейро                    | Аргентина                         | 5:1                               | —                                 | Кубок Атлантики                   |
| 5                                 | 29 июня 1961                      | Рио-де-Жанейро                    | Парагвай                          | 3:2                               | —                                 | Товарищеский матч                 |
| 6                                 | 24 апреля 1962                    | Сан-Паулу                         | Парагвай                          | 4:0                               | —                                 | Кубок Освалдо Круза               |
| 7                                 | 6 мая 1962                        | Сан-Паулу                         | Португалия                        | 2:1                               | 1                                 | Товарищеский матч                 |
| 8                                 | 9 мая 1962                        | Рио-де-Жанейро                    | Португалия                        | 1:0                               | —                                 | Товарищеский матч                 |
| 9                                 | 12 мая 1962                       | Рио-де-Жанейро                    | Уэльс                             | 3:1                               | —                                 | Товарищеский матч                 |
| 10                                | 16 мая 1962                       | Сан-Паулу                         | Уэльс                             | 3:1                               | —                                 | Товарищеский матч                 |
| 11                                | 13 апреля 1963                    | Сан-Паулу                         | Аргентина                         | 2:3                               | —                                 | Кубок Рока                        |
| 12                                | 16 апреля 1963                    | Рио-де-Жанейро                    | Аргентина                         | 5:2                               | —                                 | Кубок Рока                        |
| 13                                | 2 мая 1963                        | Амстердам                         | Нидерланды                        | 0:1                               | —                                 | Товарищеский матч                 |
| 14                                | 8 мая 1963                        | Лондон                            | Англия                            | 1:1                               | —                                 | Товарищеский матч                 |
| 15                                | 17 мая 1963                       | Каир                              | Египет                            | 1:0                               | —                                 | Товарищеский матч                 |
| 16                                | 19 мая 1963                       | Тель-Авив                         | Израиль                           | 5:0                               | 1                                 | Товарищеский матч                 |
| 17                                | 22 мая 1963                       | Берлин                            | Сборная Берлина                   | 3:0                               | —                                 | Товарищеский матч                 |
| 18                                | 7 сентября 1965                   | Белу-Оризонти                     | Уругвай                           | 3:0                               | —                                 | Товарищеский матч                 |

## Достижения
- Чемпион штата Пернамбуку: 1957
- Чемпион штата Сан-Паулу: 1959, 1963, 1966
- Обладатель Чаши Бразилии: 1960, 1967
- Обладатель Кубка Атлантики: 1960
- Обладатель Кубка Рока: 1960, 1963
- Чемпион мира: 1962
- Обладатель Кубка Освалдо Круза: 1962
- Победитель Панамериканских игр: 1963
- Обладатель Кубка Рока: 1963
- Победитель турнира Рио-Сан-Паулу: 1965

## Личная жизнь
Зекинья был женат на Илде де Оливейра Франко, сестре другого футболиста, Минуки. Церемония состоялась в церкви Носа-Сеньора-да-Пьедаде на Руа-ду-Лима в Ресифи. У них было трое детей — Робсон, Розалво и Розилейде. У него было двое внучек — Райане и Ана Беатрис.